# Peter Bernard Luccin
Peter Bernard Luccin (nascut el 9 d'abril de 1979 a Marsella) és un exfutbolista francès.
Va començar jugant a l'AS Cannes debutant el 24 d'agost de 1996 en el partit Montpellier 0 - 1 AS Cannes.
Més tard va militar en diversos dels millors equips francesos: Girondins de Bordeus, Olympique de Marsella i Paris Saint Germain. El seu fitxatge pel Paris Saint Germain queda com una de les més grans "traïcions" del futbol francès. Luccin, sent de Marsella, era un dels jugadors preferits dels socis de l'Olympique. Se'n va anar en un dels pitjors moments del club, deixant-lo per al gran rival parisenc.
El 2001 arriba a la lliga espanyola per jugar amb el Celta de Vigo, debutant el 26 d'agost del 2001 en el partit Osasuna 0 - 3 Celta de Vigo. Amb el Celta va jugar 97 partits de lliga en 3 temporades.
L'any 2004 fitxa per l'Atlètic de Madrid. En la seva primera temporada, disputa 29 partits de lliga sense marcar cap gol. A la temporada 2005-06 (a les ordres de Bianchi), Luccin juga 29 partits i aconsegueix marcar dos gols. I en la seva última temporada de blanc-i-vermell (amb Javier Aguirre Onaindía al capdavant), juga 31 partits, sent un dels artífexs de la gran primera volta de l'Atlètic. El club acaba sense aconseguir els seus objectius i a l'estiu juga la Copa Intertoto, aconseguint així, després de guanyar la final al Gloria Bistriţa, ficar-se a la Copa de la UEFA per a la temporada 2007-08.
El 31 d'agost del 2007 fitxa pel Reial Saragossa per 3 temporades, però només en juga una. Va disputar 30 partits de lliga i 2 partits de UEFA, encara que no aconsegueix marcar cap gol.
El 31 d'agost del 2008 fitxa pel Racing de Santander.
Posteriorment jugà al Lausanne-Sports i al FC Dallas abans de retirar-se.